# Minimal (chanson)
Singles de Pet Shop Boys
I'm with Stupid
(2006) Numb
(2006)
Minimal est une chanson du duo britannique Pet Shop Boys extraite de leur neuvième album studio, Fundamental, paru le 22 mai 2006.
Le 24 juillet 2006, deux mois après la sortie de l'album, la chanson a été publiée en single. C'était le deuxième single tiré de cet album.
Le single a atteint la 19e place au Royaume-Uni.